# 池田長顕
池田 長顕（いけだ ながあき）は、江戸時代後期の旗本、講武所総裁。官位は従五位下・甲斐守。

## 略歴
旗本池田長休の子として誕生。
安政3年（1856年）留守居、講武所主役となり講武所設立に携わる。設立後、久貝正典と共に講武所総裁となる。安政5年（1858年）大将軍代替用掛、安政6年（1859年）江戸城本丸普請用掛、文久元年（1861年）御側衆となる。
文久2年（1862年）6月1日自害。家督は嫡男・長裕が相続した。五男・長春は実弟・池田長発の養子となった。

## 系譜
- 父：池田長休（1783-?）
- 母：不詳
- 室：不詳
  - 嫡男：池田長裕（1840-?）
  - 五男：池田長春 - 池田長発の養子